# Classe Yodo
La classe Yodo est une classe de deux avisos ou croiseurs rapides de la Marine impériale japonaise construite conjointement aux chantiers navals Kawasaki Heavy Industries de Kōbe  et Mitsubishi Heavy Industries de Kure.
Le Yodo porte le nom de la rivière Yodo et le Mogami de la rivière Mogami de l'île de Honshū.

## Conception
Cette classe de croiseurs légers et rapides est destinée à la reconnaissance et aux renseignements durant les expéditions. Les deux avisos deviennent obsolètes dès leur lancement par le développement de la télégraphie sans fil durant la guerre russo-japonaise entre 1904 et 1905.
Ils ont été les premiers grands navires de guerre, c'est-à-dire déplaçant plus de 100 tonnes construits dans des chantiers navals japonais privés.
Ils sont reclassifiés comme canonnières de 1re classe en 1912.

## Histoire
Yodo
Dès son lancement, il fut affecté aux fonctions de patrouilleur côtier et navire de formation.
En novembre 1911, il a été envoyé à Bangkok dans le cadre de la délégation japonaise aux cérémonies de couronnement du roi du Siam Rama VI.
Le 12 octobre 1912, il est reclassé comme canonnière de 1re classe. Durant la Première Guerre mondiale il est affecté à la 2e flotte japonaise.
Après la guerre il est utilisé à diverses tâches le long des côtes chinoises. Démilitarisé le 1er avril 1940, il reste amarré à quai du port d'  Iwakuni tout au long de la Seconde Guerre mondiale. Il est démantelé en 1945.
Mogami
Dès son lancement, il fut affecté aux fonctions de patrouilleur côtier et navire de formation.
Le 12 octobre 1912, il est reclassé comme canonnière de 1re classe. Durant la Première Guerre mondiale il participe à la Bataille de Tsingtao et coule le torpilleur allemand S 90.
De 1917 à 1921, il est affecté comme patrouilleur dans les îles Carolines et îles Mariannes après leur accession par l'Allemagne.
De 1921 à 1928, il est affecté comme patrouilleur de pêche au large de la Sibérie. Désarmé le 1er avril 1928 il est démantelé  début 1929 mais explose le 31 janvier à cause d'une étincelle de chalumeau qui enflamme un réservoir d'huile.
Le grand mât est conservé au parc Nakanoshima au centre-ville d'Osaka comme mémorial pour la paix.

## Les unités de la classe
| Nom    | Lancement        | Armement          | Chantier naval                               | Fin de carrière                                                       | Photo |
| ------ | ---------------- | ----------------- | -------------------------------------------- | --------------------------------------------------------------------- | ----- |
| Yodo   | 11 novembre 1907 | 8 avril 1908      | Kawasaki Dockyard à Kōbe Japon               | désarmé le 1er avril 1940 démantelé en 1945                           |       |
| Mogami | 25 mars 1908     | 16 septembre 1908 | Mitsubishi Heavy Industries à Nagasaki Japon | désarmé le 1er avril 1928 détruit accidentellement le 31 janvier 1929 |       |

## Crédits
- (en) Cet article est partiellement ou en totalité issu de l’article de Wikipédia en anglais intitulé « Japanese cruiser Yodo » (voir la liste des auteurs).

- (en) Cet article est partiellement ou en totalité issu de l’article de Wikipédia en anglais intitulé « Japanese cruiser Mogami (1908) » (voir la liste des auteurs).